# Murat Duruer
Murat Duruer (Bolu, 15 januari 1988) is een Turkse voetballer die bij voorkeur als middenvelder speelt. Sinds augustus 2016 speelt hij voor Kayserispor, dat hem overnam van Çaykur Rizespor.

## Interlandcarrière
Duruer maakte op 5 maart 2014 zijn debuut voor Turkije, in een gewonnen wedstrijd tegen Zweden. In de rust verving hij Alper Potuk.
| Interlands van Murat Duruer voor Turkije | Interlands van Murat Duruer voor Turkije | Interlands van Murat Duruer voor Turkije | Interlands van Murat Duruer voor Turkije | Interlands van Murat Duruer voor Turkije | Interlands van Murat Duruer voor Turkije |
| №                                        | Datum                                    | Wedstrijd                                | Uitslag                                  | Soort wedstrijd                          | Doelpunten                               |
| Als speler bij Antalyaspor               | Als speler bij Antalyaspor               | Als speler bij Antalyaspor               | Als speler bij Antalyaspor               | Als speler bij Antalyaspor               | Als speler bij Antalyaspor               |
| ---------------------------------------- | ---------------------------------------- | ---------------------------------------- | ---------------------------------------- | ---------------------------------------- | ---------------------------------------- |
| 1.                                       | 5 maart 2014                             | Turkije – Zweden                         | 2 – 1                                    | Vriendschappelijk                        | 0                                        |